# Ganmur, Raichur
Ganmur là một làng thuộc tehsil Raichur, huyện Raichur, bang Karnataka, Ấn Độ.